# Črni Vrh v Tuhinju
Črni Vrh v Tuhinju je naselje v Občini Kamnik.

## Zgodovina
V arhivskih listinah se Črni Vrh v Tuhinjski dolini (nemško Schwarzenperg) prvič omenja v urbarju posesti, ki je spadala pod kamniško deželno sodišče in ki je bil sestavljen okoli leta 1400. Kraj se navaja tudi v kasnejšem urbarju iste posesti, sestavljenem leta 1477.